# Propionibacterium
Propionibacterium je rod bakterií nazvaný podle svého unikátního metabolismu: tyto bakterie jsou schopny syntetizovat kyselinu propionovou pomocí neobvyklých transkarboxylázových enzymů.
Druhy tohoto rodu jsou primárně fakultativními parazity a komensály u lidí a jiných živočichů. Žijí v potních a mazových žlázách či jejich okolí nebo jinde na kůži. Jsou prakticky všudypřítomné a většině lidí nepůsobí problémy, mohou však vyvolávat akné a jiné kožní potíže.
Kmen Propionibacterium freudenreichii subsp. shermanii se používá při výrobě sýra. Při činnosti těchto bakterií vzniká oxid uhličitý, jenž tvoří v sýru bubliny, které pak ztuhnou v sýrová „oka“.